# (100359) 1995 UK8
(100359) 1995 UK8 es un asteroide perteneciente al cinturón de asteroides, descubierto el 27 de octubre de 1995 por Takao Kobayashi desde el Observatorio de Ōizumi, Ōizumi, Japón.

## Designación y nombre
Designado provisionalmente como 1995 UK8 .

## Características orbitales
1995 UK8 está situado a una distancia media del Sol de 2,224 ua, pudiendo alejarse hasta 2,674 ua y acercarse hasta 1,773 ua. Su excentricidad es 0,202 y la inclinación orbital 8,190 grados. Emplea 1211 días en completar una órbita alrededor del Sol.

## Características físicas
La magnitud absoluta de 1995 UK8 es 16,2.